# Athletic Club Sparta Praha fotbal 1992-1993
Questa voce raccoglie le informazioni riguardanti l'Athletic Club Sparta Praha fotbal nelle competizioni ufficiali della stagione 1992-1993.

## Stagione
Lo Sparta Praga vince il campionato raggiungendo la finale di coppa: il Košice infligge un netto 5-1 ai cechi nell'ultima edizione della Coppa di Cecoslovacchia. Lo Sparta, avendo vinto la Coppa nazionale nella stagione precedente, gioca la Coppa delle Coppe UEFA: esclude Airdrieonians (1-3) e Werder Brema (2-4) vincendo tutti e 4 gli incontri prima di affrontare il Parma, che elimina i cechi (0-0 a Praga, 2-0 a Parma) e, in seguito, vince la competizione.

## Calciomercato
Vengono ceduti Matta (Dukla Praga), Jeslínek (SK Fomei Hradec Králové), Černý (Sanfrecce Hiroshima), Lavička (Bohemians Praga), Joksimović (Lugo) e Němeček (Tolosa).
Vengono acquistati Bílek (Real Betis), Nedvěd (Dukla Praga), Dvirnik (Inter Bratislava) e nel gennaio del 1993 Kožlej (Tatran Prešov), Svoboda (Boby Brno), Weiss (Inter Bratislava).

## Rosa
| N. |                           | Ruolo | Calciatore     |
| -- | ------------------------- | ----- | -------------- |
|    | Cecoslovacchia (bandiera) | P     | Petr Kouba     |
|    | Cecoslovacchia (bandiera) | P     | Milan Sova     |
|    | Cecoslovacchia (bandiera) | D     | Petr Vrabec    |
|    | Cecoslovacchia (bandiera) | D     | Jan Sopko      |
|    | Cecoslovacchia (bandiera) | D     | Michal Horňák  |
|    | Cecoslovacchia (bandiera) | D     | Tomáš Votava   |
|    | Cecoslovacchia (bandiera) | C     | Jiří Němec     |
|    | Cecoslovacchia (bandiera) | C     | Michal Bílek   |
|    | Cecoslovacchia (bandiera) | C     | Marek Trval    |
|    | Cecoslovacchia (bandiera) | C     | Zdeněk Svoboda |

| N. |                           | Ruolo | Calciatore     |
| -- | ------------------------- | ----- | -------------- |
|    | Cecoslovacchia (bandiera) | C     | Jiří Novotný   |
|    | Cecoslovacchia (bandiera) | C     | Lumír Mistr    |
|    | Cecoslovacchia (bandiera) | C     | Roman Vonásek  |
|    | Cecoslovacchia (bandiera) | C     | Martin Frýdek  |
|    | Cecoslovacchia (bandiera) | C     | Jozef Chovanec |
|    | Cecoslovacchia (bandiera) | C     | Pavel Nedvěd   |
|    | Cecoslovacchia (bandiera) | C     | Vladimír Weiss |
|    | Ucraina (bandiera)        | A     | Viktor Dvirnik |
|    | Cecoslovacchia (bandiera) | A     | Jozef Kožlej   |
|    | Cecoslovacchia (bandiera) | A     | Horst Siegl    |